# 1613 en philosophie
Chronologie de la philosophie
- 1609
- 1610
- 1611
- 1612
- 1613
- 1614
- 1615
- 1616
- 1617

L’année 1613 a été marquée, en philosophie, par les événements suivants :

## Publications
- Johann Heinrich Alsted :  Metaphysica, tribus libris tractata

- Eustache Asseline :  Summa theologiæ tripartita, de Deo rebusque divinis ac supernaturalibus, 2 vol., Paris, 1613-1616.

- Francisco Suárez : Defensio fidei catholicae.